# Dario Fo
Dario Fo (pronúncia italiana: [ˈdaːrjo ˈfɔ]; Sangiano, Itàlia, 24 de març de 1926 - Milà, 13 d'octubre de 2016) fou un dramaturg, director teatral i actor italià guardonat amb el Premi Nobel de Literatura l'any 1997 «perquè, seguint la tradició dels bufons medievals, manté la dignitat dels oprimits». La crítica de l'autoritat és un tema recorrent en totes les seves obres.

## Biografia
Va néixer el 24 de març del 1926 a Sangiano, ciutat a la província de Varese, a la Llombardia. El 1940, es traslladà a la ciutat de Milà, on estudià arquitectura a l'Acadèmia de Belles Arts. Durant la Segona Guerra Mundial, es veié obligat a aturar els estudis i desenvolupà un suport a la resistència antifeixista, així com als aliats. Va haver d'ajudar el seu pare a escapar-se fins a Suïssa. A la fi de la guerra, va continuar els estudis i es va interessar gradualment pel teatre. El 1950, amb 24 anys, s'inicià com a actor. El 1954 es va casar amb Franca Rame i el 1955 van ser pares de Jacopo Fo. El novembre de 2014, va signar el manifest «Deixin votar els catalans», juntament amb altres personalitats internacionals.
Va morir a un hospital de Milà a l'edat de noranta anys, on havia ingressat per problemes respiratoris.

## Ràdio, televisió i cinema
Des del 1950, conreà la sàtira en programes de ràdio i televisió per a la  Radiotelevisió Italiana (RAI). Un temps després, se'n va anar a viure a Roma on va treballar com a guionista en diverses produccions de cinema, especialment del productor Dino De Laurentiis.

## Teatre
Als anys 1950 del segle xx, va formar un grup de teatre amb Franco Parenti i Giustino Durano, coautors i actors d'Il dito nell'occhio i Sani da legare, presentats al Teatre Piccolo de Milà. Criticaven els interessos dels poderosos amb obres  satíriques. La censura va obligar-les a dissoldre el grup i Fo va continuar escrivint sol.
El 1959, amb la seua esposa, l'actriu Franca Rame, junts van crear la Compagnia Dario Fo-Franca Rame, que operà fins al 1968. El 1968, per mor de les seues sàtires patien durant la seva emissió en el programa de televisió Canzonissima una abundant censura, van decidir tornar al teatre, i formar la companyia Nuova Scena, una cooperativa teatral associada al Partit Comunista Italià que actuava en fàbriques i clubs de treballadors. El 1969, va crear el nou grup teatral anomenat Il Collettivo Teatrale La Comune, establert a Milà.

## Estil
La seva obra dramàtica utilitza recursos i tòpics de la Commedia dell'arte per a fer crítica política i social. Utilitza la trapelleria, la mofa i altres mètodes còmics i satírics del teatre popular italià de tota la vida, revestint-lo d'una particular subtilesa còmica. Sovint, hi és present el clàssic personatge del "boig", que també feia servir Shakespeare per a, escudat en la seva bogeria, poder expressar les veritats que considera que d'una altra manera no podrien ser dites.

## Temàtica
En una entrevista del 1990, Fo explica que considera necessari fer política en el teatre i que, per a ell, tot el gran teatre que ha arribat a l'actualitat, incloent-hi el teatre grec, Shakespeare i Molière, conté sempre un discurs polític i social, i pren partit. La seva obra més presentada, Mort accidental d'un anarquista, està catalogada com un exemple clàssic de teatre polític. D'ideologia [esquerrana, la seva postura ha estat «mantenir la dignitat dels oprimits», per la qual cosa ha estat guardonat pel premi Nobel. A partir del 1969 i fins al 1974, amb la companyia La Comune, va tenir un cicle de militància política especialment activa, com a resposta a les circumstàncies polítiques que patia el seu país aleshores. D'aquesta època, destaquen Mort accidental d'un anarquista (1970), i Pum, Pum! Qui és? La policia! (1972), sobre els despatxos d'«assumptes reservats» del Ministeri d'Interior.
El 1974, la política italiana estava més normalitzada i Fo va estrenar Ací no paga ni Déu!, ja tancat el cicle de màxim compromís polític. A partir del 1975, va començar un altre cicle en què centra els seus textos en la condició de la dona.
En general, sempre va defensar la llibertat de l'individu i els oprimits, per raons de classe social, sexe o ideologia.

## Obra seleccionada
- 1959: Gli arcangeli non giocano a flipper
- 1960: Aveva due pistole dagli occhi bianchi e neri
- 1963: Isabella, tre caravelle e un cacciaballe
- 1964: Settimo ruba un po' meno
- 1967: La signora è da buttare
- 1969: Mistero buffo
- 1970: Morte accidentale di un anarchico
- 1971: Tutti uniti, tutti insieme, ma scusa quello non è il padrone?
- 1972: Pum, Pum! Qui és? La policía!
- 1973: Il Fanfani rapito
- 1974: Non si paga, non si paga!
- 1983: Coppia aperta, quasi spalancata
- 1989: Il papa e la strega
- 1991: Johan Padan a la descoberta delle Americhe
- 1997: Il diavolo con le zinne
- 1998: Marino libero, Marino è innocente Luigi Calabresi
- 2003: L'anomalo Bicefalo

Entre d'altres, han estat traduïdes al català les obres: Els arcàngels no juguen a les màquines de petaca (1959), Mort accidental d'un anarquista (1970), Ací no paga ni Déu! (1974), País de faula (2005) i Lucrècia Borja, la filla del papa (2014).